# Antíoc III de Commagena
Antíoc III de Commagena (en llatí Antiochus, en grec antic Ἀντίοχος) fou rei de Commagena.
Segurament era fill, i en va ser successor, de Mitridates III de Commagena l'any 12 aC. No es coneix res del període en què va regnar. A la seva mort l'any 17, segons Tàcit, només va deixar un fill menor d'edat anomenat Antíoc (el futur Antíoc IV de Commagena Epífanes). Tiberi va decidir incorporar el regne a la Província romana de Síria fins que l'emperador Calígula va tornar el tron a Antíoc IV.